# Sydney van Hooijdonk
Sydney van Hooijdonk (Breda, 6 februari 2000) is een Nederlands voetballer, die doorgaans als spits speelt. Hij verliet Cesena in januari 2025 om na vier jaar terug te keren bij NAC Breda.  
Hij is de zoon van oud-profvoetballer Pierre van Hooijdonk. Van Hooijdonk werd geboren in hetzelfde jaar dat de Olympische Spelen werden georganiseerd in de gelijknamige Australische plaats Sydney.

## Clubcarrière

### NAC Breda
Van Hooijdonk ondertekende op 25 juni 2018 zijn eerste profcontract, bij NAC Breda, de club waarvoor hij in de jeugd speelde sinds zijn overstap van Beek Vooruit in 2016. Hij debuteerde op 5 oktober 2018 namens NAC Breda in het profvoetbal. In de met 1–2 verloren wedstrijd tegen FC Utrecht in de Eredivisie verving hij vlak voor het eindsignaal Karol Mets. Later in het seizoen kreeg hij nog elf invalbeurten in de Eredivisie en degradeerde NAC. Op 16 september 2019 scoorde Van Hooijdonk voor het eerst; hij maakte beide treffers van NAC bij een 1–2 zege op Jong AZ. Vier dagen later werd hem zijn eerste basisplaats gegund door Ruud Brood. Van Hooijdonk verzorgde opnieuw de winnende treffer, ditmaal bij een 2–1 overwinning op Excelsior Rotterdam. Nadat Van Hooijdonk ook in het thuisduel tegen N.E.C. het winnende doelpunt maakte, won NAC de eerste periodetitel. Toch kwam NAC niet in actie in de play-offs om promotie, want die werden niet gespeeld wegens de coronacrisis. Op 2 oktober 2020 maakte Van Hooijdonk zijn eerste hattrick, bij een 4–0 zege op Jong Ajax. In dat seizoen werd hij clubtopscorer met vijftien competitiedoelpunten. Aan het eind van het seizoen liep zijn contract bij NAC Breda af en werd niet verlengd. Van Hooijdonk speelde zijn laatste wedstrijd voor de club op 23 mei 2021, als invaller in de finale van de play-offs om promotie tegen N.E.C. In deze wedstrijd zette hij NAC op gelijke hoogte met een doelpunt, maar N.E.C. promoveerde naar de Eredivisie na een 1–2 zege.

### Bologna
Op 3 juli 2021 maakte Van Hooijdonk de overstap naar Bologna in de Italiaanse Serie A. Daarvoor debuteerde hij op 16 augustus 2021 als vervanger voor Marko Arnautović in het Coppa Italia-duel tegen Ternana Calcio (4–5 nederlaag). Zijn competitiedebuut volgde op zes dagen later bij een 3–2 overwinning tegen Salernitana, wederom als vervanger voor Arnautović. Siniša Mihajlović hield Van Hooijdonk in de eerste seizoenshelft van het seizoen 2021/22 voornamelijk op de reservebank.

#### Verhuur aan sc Heerenveen
Na het gebrek aan speeltijd bij Bologna keerde Van Hooijdonk met een tijdelijke overstap naar sc Heerenveen terug naar Nederland, waar hij wel kon rekenen op basisplaatsen. Zijn eerste wedstrijd in het shirt van de Friezen speelde Van Hooijdonk op 13 februari 2022, thuis tegen N.E.C. (0–1). Op 27 februari 2022 maakte Van Hooijdonk zijn eerste doelpunt in de Eredivisie, de aansluitingstreffer bij een 1–2 nederlaag tegen FC Utrecht. Op 10 april 2022 had hij met twee doelpunten een belangrijk aandeel bij een 3–1 overwinning in de Derby van het Noorden tegen FC Groningen. Op 25 juli 2022 werd bekendgemaakt dat sc Heerenveen hem voor nog een seizoen huurde. Op 20 augustus 2022 in de wedstrijd tegen Vitesse scoorde Van Hooijdonk een hattrick. Eind juni 2023 liep zijn huurcontract bij sc Heerenveen af.

#### Verhuur aan Norwich City
In februari 2024 werd van Hooijdonk voor de rest van het seizoen 2023/24 verhuurd aan Norwich City. In tien wedstrijden kwam hij niet tot scoren voor de club en de koopoptie werd niet gelicht.

### Cesena
In de zomer van 2024 vertrok van Hooijdonk naar Cesena, waar hij een tweejarig contract tekende.

### NAC Breda
In januari 2025 verliet van Hooijdonk Cesena om na vier jaar transfervrij weer terug te keren bij NAC Breda. Sydney maakte zijn rentree voor de Bredaase club in de 4-2 verloren thuiswedstrijd tegen SC Heerenveen, dat tevens ook zijn oude club is. In de rust was hij erop gewisseld voor teamgenoot Raul Paula. Sydney van Hooijdonk's eerste basisplaats sinds zijn terugkeer was in de 2-1 gewonnen thuiswedstrijd tegen FC Twente. Hij speelde een rol bij de 2-0 van Elías Már Ómarsson aangespeeld door Boy Kemper. Op 15 maakte van Hooijdonk zijn eerste doelpunt sinds zijn vertrek voor NAC Breda tegen Almere City.

## Clubstatistieken
| Seizoen         | Club            | Competitie      | Competitie | Competitie | Beker | Beker | Overig | Overig | Totaal | Totaal |
| Seizoen         | Club            | Competitie      | Wed.       | Dlp.       | Wed.  | Dlp.  | Wed.   | Dlp.   | Wed.   | Dlp.   |
| --------------- | --------------- | --------------- | ---------- | ---------- | ----- | ----- | ------ | ------ | ------ | ------ |
| 2018/19         | NAC Breda       | Eredivisie      | 12         | 0          | 0     | 0     | —      | —      | 12     | 0      |
| 2019/20         | NAC Breda       | Eerste divisie  | 25         | 6          | 2     | 1     | —      | —      | 27     | 7      |
| 2020/21         | NAC Breda       | Eerste divisie  | 28         | 15         | 0     | 0     | 3      | 1      | 31     | 16     |
| 2021/22         | Bologna         | Serie A         | 4          | 0          | 1     | 0     | —      | —      | 5      | 0      |
| 2021/22         | → sc Heerenveen | Eredivisie      | 15         | 7          | 0     | 0     | 1      | 1      | 16     | 8      |
| 2022/23         | → sc Heerenveen | Eredivisie      | 33         | 16         | 4     | 3     | 2      | 0      | 39     | 19     |
| 2023/24         | Bologna         | Serie A         | 9          | 0          | 2     | 1     | 0      | 0      | 11     | 1      |
| 2024            | → Norwich City  | Championship    | 10         | 0          | 0     | 0     | 2      | 0      | 12     | 0      |
| 2024/25         | Cesena          | Serie B         | 13         | 0          | 2     | 0     | 0      | 0      | 15     | 0      |
| 2024/25         | NAC Breda       | Eredivisie      | 9          | 1          | 0     | 0     | 0      | 0      | 2      | 0      |
| Carrière totaal | Carrière totaal | Carrière totaal | 158        | 45         | 11    | 5     | 8      | 2      | 177    | 52     |

Bijgewerkt op 19 januari 2025.
1 Kortsmit ·
2 Lucassen ·
4 Kemper ·
5 Van den Bergh  ·
6 Staring ·
7 Garbett ·
8 Leemans ·
9 Kostorz ·
10 Ómarsson ·
11 Paula ·
12 Greiml ·
14 Kaied ·
15 Mahmutović ·
16 Balard ·
17 Kuijpers ·
18 Van Reeuwijk ·
19 Fernandes ·
20 Oldrup Jensen ·
23 Kongolo ·
25 Valerius ·
28 Mol ·
29 Van Hooijdonk ·
30 Versluis ·
31 Lamprou ·
37 Van Lare ·
39 Janošek ·
44 Busi ·
55 Sowah ·
77 Sauer ·
99 Bielica ·
Coach: Hoefkens
· Assistent-trainer: Güvenç
· Assistent-trainer: Kaczmarek
· Keeperstrainer: Babos